# Wiedenbrücker Schule
Mit der Wiedenbrücker Schule wird das in Rheda-Wiedenbrück (Kreis Gütersloh in Nordrhein-Westfalen) und seiner näheren Umgebung im 19. Jahrhundert und am Anfang des 20. Jahrhunderts blühende Kunsthandwerk des Historismus bezeichnet. Es handelte sich um einen lokalen Verbund von Werkstätten mit sich gegenseitig ergänzenden Spezialisierungen. In den Werkstätten wurde vorwiegend kirchliche Ausstattungskunst hergestellt.

## Anfänge des Kunsthandwerks
Es lässt sich für das Gebiet der heutigen Stadt Rheda-Wiedenbrück als kulturellem Raum eine künstlerische und kunsthandwerkliche Tradition ab dem Ende des 16. Jahrhunderts belegen. Zu dieser Zeit kam Rotger von Brachum nach Wiedenbrück und wurde dort 1582 eingebürgert. Zusammen mit seinem Bruder Johannes gelten sie als Erbauer des Schlosses Eden (1607) in Rietberg und des Schlosses Rheda (1612). Rotger und Johannes sind Söhne von Laurenz von Brachum. Die eigentliche Blüte des Kunsthandwerks begann jedoch erst im 19. Jahrhundert mit dem Goldschmiedehandwerk in Wiedenbrück.

## Spezialisierung
Der 1827 in Wiedenbrück geborene und als Tischler tätige Franz Anton Goldkuhle spezialisierte sich aufgrund eines 1863 und 1864 ausgeführten Auftrags zur Errichtung des Hochaltars in der Franziskanerkirche in Wiedenbrück auf kirchliche Inneneinrichtungen. Durch diesen Auftrag bekam er Kontakt zu dem Kirchenbaumeister Gerhard August Fischer aus Barmen, der ihm Anschlussaufträge zukommen ließ. Goldkuhles Werkstatt wuchs schnell und wurde zur Keimzelle eines neuen Wirtschaftszweigs in der Stadt.
Die hohen Anforderungen der kirchlichen Auftraggeber führten bald zu einer Spezialisierung der Werkstätten. Es gab Altarbauwerkstätten, Bildhauer, Ornamentiker und Maler. Der gute Ruf der Werkstätten ging bis nach Übersee und zeugte für hohe handwerkliche und gestalterische Qualität. Diese kam unter anderem darin zum Ausdruck, dass die Auftraggeber den beauftragten Werkstätten in der Regel auch den künstlerischen Entwurf überließen.

## Schulgründung
Gerade diese Besonderheit war es, die zu Konflikten mit der preußischen Schulverwaltung führten. In einem Brief des Bürgermeisters an den Landrat heißt es: „Die größten Schwierigkeiten bei der Handwerkerfortbildungsschule bestehen in der Gewinnung tüchtiger Lehrkräfte für den Zeichenunterricht – gerade dieser Zeichenunterricht ist aber für die Wiedenbrücker Schule von ganz besonderer Wichtigkeit.“ Der Streit erreichte 1894 seinen Höhepunkt und zwang die Beteiligten zu einer Lösung. Im Dezember 1894 nahm der Magistrat ein neues Ortsstatut an, in dem geregelt war, dass Arbeiter bestimmter Fabrikationszweige (Tabakfabriken, Seilereien, Webereien, Lohgerbereien, landwirtschaftlich Beschäftigte, Tagelöhner, Handlanger) vom Besuch der Zwangsfortbildungsschule befreit waren. Damit war ein wichtiger Streitgegenstand beseitigt, nämlich die Behauptung und Forderung der Kunstwerkstätten, die Tabakfabrikarbeiter würden den Unterricht stören und gehörten daher davon ausgeschlossen.
Zwar verbesserte sich der Zeichenunterricht in den folgenden Jahren in der staatlichen Schule, doch waren die Ansprüche der Kunsthandwerker mit den vom Staat für nötig erachteten Angeboten nicht in Einklang zu bringen. Staatlicherseits wurde zwar die besondere Bedeutung des Zeichnens für Wiedenbrück konzediert, doch wurde auch mit Nachdruck darauf hingewiesen, dass „die Aneignung des Wissensstoffs im Deutschen und Rechnen ... für den Handwerker, der selbständig werden und vorwärts kommen will, ebensowenig zu entbehren (ist), wie die Gewinnung der Fertigkeit zum Zeichnen“.
Die Betriebe versuchten Defizite der Schulausbildung durch eigenen Unterricht an Sonntagen auszugleichen. Der preußische Minister für Handel und Gewerbe schritt jedoch mit einem Rundschreiben vom 20. August 1904 hiergegen ein: „Der Sonntag gehört der Erbauung, dem Familienleben, der Erholung und freier Arbeit, nicht dem Schulzwange“.
Schließlich führten die ständigen Querelen mit der staatlichen Schulverwaltung zur Angliederung einer Modellierklasse an die Fortbildungsschule. Es wurde vom Minister ein Zuschuss von 500 Mark bewilligt, so dass am 21. Februar 1908 zwei Fachschul-Parallelkurse mit je vier Wochenstunden und einer Kurslaufzeit von 21 Wochen beginnen konnten. Die erweiterte Schule schien sich zu bewähren, denn 1911 wurden die Kurse als feste Einrichtung übernommen und wenig später in einem eigenen Atelier abgehalten. Nach dem Ersten Weltkrieg wurden die Kurse offensichtlich nicht fortgeführt.

## Geschichtliche Einordnung
Für das kirchliche Kunsthandwerk, auf das man sich in Wiedenbrück spezialisierte, war die Stellung der Kirche, vor allem in ihrem Verhältnis zum Staat, bei der Herausbildung der verschiedenen historistischen Stilrichtungen entscheidend.

### Kulturkampf mit Rom
Durch den Reichsdeputationshauptschluss vom 25. Februar 1803 fielen die geistlichen Fürstentümer, Stiftskirchen, Abteien und Klöster an die jeweiligen Landesherren. Um 1810 wurden in Westfalen die Domkapitel in Münster und Paderborn aufgelöst. Das Rheinland wurde 1815 in großen Teilen dem kirchenkritischen preußischen Staat zugeschlagen. Es entbrannte ein Kulturkampf zwischen Preußen und dem Vatikan, der erst 1887 offiziell durch eine Erklärung Papst Leo XIII. für beendet erklärt wurde.
Am deutlichsten wurden die Differenzen zwischen Staat und Kirche im Streit um die Hermesianer und die interkonfessionelle Ehe sichtbar, in deren Folge es zu antipreußischen Ausschreitungen und Stärkung des Ultramontanismus – der Einflussnahme durch den Papst – kam. Durch die aktiven Auseinandersetzungen des Katholizismus mit dem Staat war es zu einem Aufblühen an der kirchlichen Basis gekommen, wogegen die katholische Amtskirche durch den Kanzelparagraphen (1871) und die Maigesetze (1873) stark geschwächt wurde. 1878 waren in Preußen nur noch vier von zwölf Bistümern besetzt, hunderte Pfarreien waren verwaist, zahlreiche Priester waren mit Gefängnis oder Geldbußen bestraft.
Die politische Opposition erhielt nun in den widerständlerischen katholischen Bevölkerungsgruppen ein Rückgrat, so dass die Wahlen für die Zentrumspartei 1873/1874 einen unerwarteten Aufschwung brachten.

### Unierung der Protestanten
Für die Protestanten stand die Einigung von Reformierten und Lutheranern durch den reformierten preußischen König auf der Agenda. In einem Aufruf vom 27. September 1817 versuchte der König eine einheitliche Liturgie und Agende durchzusetzen. Diese Vereinheitlichung des Bekenntnisses auf Gemeindeebene wurde von den meisten Kirchengemeinden abgelehnt (Agendenstreit), wenn auch die Kirchengemeinden mit ihren jeweiligen Bekenntnissen verwaltungsmäßig zur Evangelischen Kirche in den Königlich-Preußischen Landen zusammengefasst wurden. 1835 jedoch wurde ein weiterer Anlauf zu einer Union auf Gemeindeebene unternommen. Es wurde die Rheinisch-Westfälische Kirchenordnung verabschiedet, und sie erlangte schließlich durch ständige Stellungnahme große Bedeutung.

## Der Kirchenbau
Bis zur Mitte des 19. Jahrhunderts unterlag der Bau größerer Kirchen der Zustimmung durch die Oberbaudeputation in Berlin. Hierdurch unterschieden sich die Gestaltungsmerkmale großer und kleiner Kirchen schon auf Grund der größeren Vielfalt im Entscheidungsprozess bei kleinen Kirchen. Weitere Unterschiede entstanden durch konfessionelle Ausprägungen, die insbesondere im Protestantismus durch den König geprägt waren. Der Protestant Friedrich Wilhelm IV. hatte eine Vorliebe für den romanischen Baustil, der ihn an die Basiliken der frühen Christen in Rom erinnerte. Sein Einfluss schlug sich in dem 1861 erlassenen Eisenacher Regulativ nieder, wonach der Baustil sich an die geschichtlich entwickelten christlichen Formen anschließen sollte, der Grundriss sollte der altchristlichen Basilika entsprechend ein längliches Viereck zeigen, das Mauerwerk sollte das Material erscheinen lassen, der Altarraum sollte massiv eingewölbt werden.
Im Rahmen der mit diesen Regularien belassenen Möglichkeiten wurde bei den Protestanten der neugotische Baustil bevorzugt. Gegen Ende des Jahrhunderts änderte sich diese Vorliebe, indem sie dem Geschmack des Kaisers folgte und nun die Neuromanik präferierte. Durch das Wiesbadener Programm wurde 1891 von Pfarrer W. Veesenmayer und J. Otzen der Versuch unternommen, eine organische Verbindung von Altar, Kanzel, Orgel- und Sängerbühne architektonisch darzustellen. Hierauf ging die Kirchenobrigkeit jedoch nicht ein. Erst mit dem zweiten Kirchenbaukongress in Dresden 1906 kam es zu einer Verbesserung des Klimas für eine freiere Architektur im protestantischen Kirchenbau.
Im katholischen Kirchenbau war der Einfluss der Oberbaudeputation auf Grund des Kulturkampfes stärker spürbar. Doch mit der Auflösung dieser staatlichen Baubehörde 1848/1849 traten vielerorts Verordnungen der katholischen Kirche an deren Stelle, die zu einer Präferenz für die Gotik führte.

## Wiedenbrücker Schule in der Zeit des Nationalsozialismus

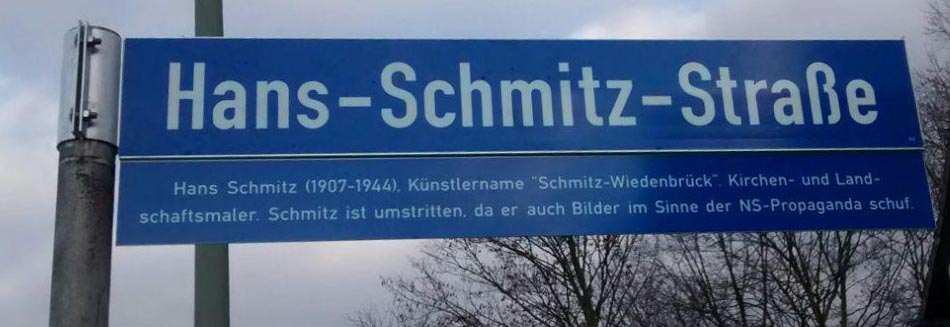
Umstrittene Ehrung: Hans-Schmitz-Straße in Rheda-Wiedenbrück mit Informationstafel

In Rheda-Wiedenbrück begann 2016 eine Diskussion um die Rolle einzelner Vertreter der Wiedenbrücker Schule in der Zeit des Nationalsozialismus. Mit Fritz Burmann, Bernd Hartmann, Hubert Hartmann, Heinrich Repke, Willi Repke und Hans Schmitz-Wiedenbrück waren zahlreiche Künstler auf der Großen Deutschen Kunstausstellung im Münchner Haus der Deutschen Kunst vertreten. Zu den Käufern zählten u. a. Martin Bormann (Hans Schmitz-Wiedenbrück), Joseph Goebbels (Hans Schmitz-Wiedenbrück), Adolf Hitler (Fritz Burmann, Bernd Hartmann, Heinrich Repke, Hans Schmitz-Wiedenbrück) und Robert Ley (Heinrich Repke). Hingegen wurden Burmanns Gemälde „Stilleben mit Kakteen“, „Familie“ und „Armenhäuslerin (Alte Frau am Fenster)“, das Aquarell „Wasserträgerin“ sowie die Zeichnung „Alte Frau“ als so genannte entartete Kunst beschlagnahmt. Drei dieser Werke sind im NS-Inventar als zerstört verzeichnet.
Seit Oktober 2018 informiert eine Präsentationsstele in Wiedenbrücks historischem Rathaus über Hans Schmitz-Wiedenbrück und sein Wirken im Nationalsozialismus. Überdies wurde im Dezember 2019 den Straßenschildern der Hans-Schmitz-Straße in Rheda-Wiedenbrück eine Informationstafel mit folgendem Wortlaut angefügt: „Hans Schmitz (1907–1944). Künstlername „Schmitz-Wiedenbrück“. Kirchen- und Landschaftsmaler. Schmitz ist umstritten, da er auch Bilder im Sinne der NS-Propaganda schuf.“ Eine Umbenennung der Straße wurde hingegen vom zuständigen Bau-, Stadtentwicklungs-, Umwelt- und Verkehrsausschuss sowie vom Stadtrat der Stadt Rheda-Wiedenbrück abgelehnt.

## Spuren in der Gegenwart
Die Bedeutung der Wiedenbrücker Schule für die wirtschaftliche Entwicklung von Wiedenbrück ist unübersehbar. Zur Feier ihres tausendjährigen Bestehens hob die Stadt die bedeutendsten dieser Namen hervor, darunter u. a.:
- Fritz Burmann, Maler, Königsberg
- Franz Guntermann, Bildhauer, Bielefeld und Münster
- Hubert Hartmann, Bildhauer, München/Wiedenbrück
- Bernhard Heising, Bildhauer, Berlin
- Wilhelm Hölter, Bildhauer, Wiedenbrück
- Bernhard Hoetger, Bildhauer, Darmstadt
- Anton Moormann, Bildhauer, Wiedenbrück
- Wilhelm Moormann, Bildhauer, Düsseldorf
- Hans Schmitz-Wiedenbrück, Maler, Düsseldorf
- Wilhelm Tophinke, Bildhauer, Bonn
- Heinrich Repke, Maler, Werne und Wiedenbrück
- Willi Repke, Maler in Wiedenbrück
- Anton Waller, Maler, Düsseldorf

Zahlreiche Straßennamen erinnern heute an die Inhaber und einzelne Künstler der Werkstätten, darunter Fritz Burmann, Bernd Hartmann, Bernhard Hoetger, Anton Moormann, Heinrich Repke und Hans Schmitz-Wiedenbrück.

## Wiedenbrücker Schule Museum
Im Jahr 2005 wurde die Stiftung Ausstellungs- und Begegnungsstätte Wiedenbrücker Schule zur Errichtung des Museums gegründet. Das Museum wurde in dem, aus dem Jahr 1904 stammenden, denkmalgeschützten Gebäude errichtet, das den Altarbildhauern Bernhard Diedrich und Franz Knoche als Werkstattgebäude diente. Es zeigt Ausstellungsstücke zur Wiedenbrücker Stadtgeschichte und zur Wiedenbrücker Schule. Das Museum wurde am 29. November 2008 eröffnet.

## Grabdenkmäler der Wiedenbrücker Schule
Seit 2023 führt ein Rundweg auf dem Friedhof Wiedenbrück zu Grabdenkmälern, die von Künstlern der Wiedenbrücker Schule gefertigt wurden.